# グリーンライン (ダラス高速運輸公社)
グリーンライン（Green Line）は、アメリカ合衆国テキサス州ダラスで運行する、ダラス高速運輸公社（Dallas Area Rapid Transit、DART）のライトレール（DARTライトレール）の系統の1つである。

## 概要
ダラス北東部にあるバックナー駅（Buckner）から、他の系統と共に中心部を経由し、ダラス南部のキャロルトンにあるノースキャロルトン/フランクフォード駅（North Carrollton/Frankford）まで結ぶ系統。2004年11月にアメリカン・エアラインズ・センターとの接続駅であるビクトリー駅（Victory）までの区間が先行開業した後、ステート・フェア・フォア・テキサスに合わせ2009年9月14日にフェアパーク駅（Fair Park）までの区間が延伸され、翌2010年12月6日に残りの全線が開通した。
全区間を運行する列車が主体で所要時間は75分だが、早朝や深夜を中心に区間運転を行う列車が存在する。また平日早朝にはバックナー駅を出発しオレンジラインのDFW空港駅へ直通する列車が1便設定されている。一方でグリーンラインのフェアパーク駅（Fair Park） - パール/アーツ・ディストリクト駅（Pearl/Arts District）間については、オレンジラインを含めた他系統から一部列車の乗り入れが実施されている。

## 駅一覧
2020年1月の時点でグリーンラインの列車が停車する駅は以下の通りである。2009年以降に開通した駅のデザインは、DARTが手掛けるプロジェクト（Your guide to the art along the Green Line）に基づき、芸術家によって設計されたものが用いられる。
| 画像 | 駅名                                   | 接続鉄道路線                             | 接続鉄道路線                           | 開業年 | 備考 |
| 画像 | 駅名                                   | ライトレール                             | その他                                 | 開業年 | 備考 |
| ---- | -------------------------------------- | ---------------------------------------- | -------------------------------------- | ------ | --- |
|      | Buckner                                |                                          |                                        | 2010   | |
|      | Lake June                              |                                          |                                        | 2010   | |
|      | Lawnview                               |                                          |                                        | 2010   | |
|      | Hatcher                                |                                          |                                        | 2010   | |
|      | MLK Jr.                                |                                          |                                        | 2010   | |
|      | Fair Park                              | レッドライン ブルーライン オレンジライン |                                        | 2009   | レッドライン・ブルーラインはPearl/Arts Districtから乗り入れる最終列車のみ運行 オレンジラインは一部列車のみ運行 |
|      | Baylor University Medical Center       | レッドライン ブルーライン オレンジライン |                                        | 2009   | レッドライン・ブルーラインは最終列車のみ運行 オレンジラインは一部列車のみ運行                                  |
|      | Deep Ellum                             | レッドライン ブルーライン オレンジライン |                                        | 2009   | レッドライン・ブルーラインは最終列車のみ運行 オレンジラインは一部列車のみ運行                                  |
|      | Pearl/Arts District                    | レッドライン ブルーライン オレンジライン |                                        | 1996   | 2012年7月29日までの駅名は"Pearl"                                                                               |
|      | St. Paul                               | レッドライン ブルーライン オレンジライン | M-Line                                 | 1996   | |
|      | Akard                                  | レッドライン ブルーライン オレンジライン |                                        | 1996   | |
|      | West End                               | レッドライン ブルーライン オレンジライン |                                        | 1996   | |
|      | Victory                                | オレンジライン                           | トリニティ・レールウェイ・エクスプレス | 2004   | |
|      | Market Center                          | オレンジライン                           |                                        | 2010   | |
|      | Southwestern Medical District/Parkland | オレンジライン                           |                                        | 2010   | |
|      | Inwood/Love Field                      | オレンジライン                           |                                        | 2010   | ダラス・ラブ飛行場へ向かうバス（Lovelink）と接続                                                               |
|      | Burbank                                | オレンジライン                           |                                        | 2010   | |
|      | Bachman                                | オレンジライン                           |                                        | 2010   | Buckner始発の一部列車は当駅からオレンジラインへ乗り入れDallas/Fort Worth International Airportまで運行         |
|      | Walnut Hill/Denton                     |                                          |                                        | 2010   | |
|      | Royal Lane                             |                                          |                                        | 2010   | |
|      | Farmers Branch                         |                                          |                                        | 2010   | |
|      | Downtown Carrollton                    |                                          | シルバーライン（予定）                 | 2010   | |
|      | Trinity Mills                          |                                          | Aトレイン                              | 2010   | |
|      | North Carrollton/Frankford             |                                          |                                        | 2010   | |

## 事故
2007年2月9日、グリーンラインの建設現場でトレンチが崩壊し、作業にあたっていた工事関係者のうち1人が死亡し、もう1人も負傷する事故が発生した。1992年以降、DARTに関連する事業で死者が発生する事故はこれが初めてであった。

## 参考資料
- Dallas Area Rapid Transit (2019年5月). “Reference Book”. 2019年1月16日閲覧。